# 戊戌六君子
戊戌六君子（ぼじゅつろくくんし）は、1898年に清の光緒帝が行った戊戌の変法に加わり、同年に戊戌の政変で西太后が政権を奪回した際に処刑された6人の人物の呼称。譚嗣同、林旭、楊鋭、楊深秀、劉光第、康有溥の6人を言う。